# To Serve Man (povestire)
To Serve Man (cu dublul sens de Cum să-l servești pe om) este o povestire științifico-fantastică  scrisă de Damon Knight (n. 1924). A apărut prima oară în numărul din noiembrie 1950 al revistei Galaxy Science Fiction. Povestirea a fost retipărită de numeroase ori, inclusiv în Frontiers in Space (1955), Far Out (1961) și The Best of Damon Knight (1976). În 2001 a câștigat Retro-Hugo pentru cea mai bună povestire din anul 1951.

## Povestea
Terra este invadată de extratereștri simpatici asemănători unor porci de mici dimensiuni. Un singur om consideră că aceștia sunt ciudați și-i cercetează în ambientul lor natural, le studiază limba și constată că ei citesc o carte numită ’’Cum să-l servești pe om’’ care de fapt este o culegere de rețete culinare pe baza căreia cei din spațiul cosmic se pregăteau să ne devoreze.